# Schwarzkinn-Wachtelastrild
Der Schwarzkinn-Wachtelastrild (Ortygospiza gabonensis) ist eine Art aus der Familie der Prachtfinken. Gelegentlich wird die Art als Unterart des Wachtelastrilden behandelt.

## Beschreibung
Der Schwarzkinn-Wachtelastrild erreicht eine Körperlänge von neun bis zehn Zentimeter. Er ähnelt sehr stark dem Wachtelastrild, mit dem er eng verwandt ist. Die Männchen haben einen leuchtend roten Schnabel. Das Gesicht und Kinn ist schwarz. Der weiße Kinnfleck, der für den Wachtelastrild typisch ist, fehlt ganz oder ist auf einige wenige Federn begrenzt. Der Schwanz ist kurz und braunschwarz, die äußeren Federn weisen weiße Endflecken auf. Die Vorderbrust, die Brustseiten und die Flanken sind schwarzweiß gebändert. Die Streifen an den Flanken sind breiter als an der Brust und mit Braun vermischt. Die Brustmitte ist blass und anders als beim Wachtelastrild orangefarben bis kastanienbraun. 

## Verbreitung und Lebensweise
Das Verbreitungsgebiet des Schwarzkinn-Wachtelastrilds ist Zentralafrika. Es erstreckt sich von Äquatorialguinea bis nach Guinea und südlich bis Sambia. Der Lebensraum sind Flächen, die mit mäßig hohem bis kurzem Gras bestanden sind. Im nördlichen Sambia kommt er unter anderem in trockenen, zeitweise überschwemmten Grasebenen vor. Der Schwarzkinn-Wachtelastrild lebt paarweise oder in kleinen Gruppen von bis zu zwölf Vögeln. Sie halten sich überwiegend am Boden auf und sind meist gut in der Vegetation versteckt. Ihre Nahrung besteht aus kleinen Samen von Gräsern und krautigen Pflanzen sowie kleinen Spinnen. 